# Córico (ciudad cilicia)
Córico (en griego antiguo: Κώρυκος, en latín: Corycus, armenio: Կոռիկոս) es una antigua ciudad de la región de Cilicia, en la península de Anatolia. Está situada a 15 km al este de la desembocadura del Calicadno (actual Göksu). Al este discurre el río Lamo (actual Limonlu Çayı). El yacimiento arqueológico está en la actual ciudad de Kızkalesi (antigua Ghorgos), en la provincia de Mersin, de Turquía.

## Historia
Estrabón no menciona la ciudad de Córico, sí en cambio, habla del promontorio homónimo de la misma región. Tito Livio refiere que el rey seléucida Antícoco III en su expedición a Cilicia tomó, entre otras, las siguientes ciudades: Zefiria, Solos, Afrodisias y Córico (principios de junio de 197 a. C.). También la citan Plinio el Viejo, Pomponio Mela y Esteban de Bizancio.
En la antigüedad fue una importante ciudad comercial.  Después de la conquista de Cilicia por Alejandro Magno en el 333 a. C. estuvo bajo influencia helenística. Tras la muerte del rey macedonio, cambió varias veces de mano en la guerra que sostuvieron los diádocos.  
Era el puerto de Seleucia, donde en el año 191 a. C. la flota de Antíoco III fue derrotada por la armada romana. En época imperial, mantuvo sus antiguas leyes. Los emperadores romanos establecieron una base naval allí para la lucha contra los piratas cilicios. En 102 a. C., Marco Antonio el Orador, fue nombrado pretor con potestad proconsular de la región de Cilicia, y enviado a luchar contra los piratas que operaban en sus costas. Conquistó parte de la región e incorporó la ciudad a la provincia romana de Cilicia. Solo tras la muerte de Pompeyo el Grande, la actividad de los piratas fue eliminada en el año 67 a. C. En época romana Córico acuñó moneda, según  refieren Cicerón, Livio y Plinio el Viejo.